# جان ميشال ديفيد
جان ميشال ديفيد (بالفرنسية: Jean-Michel David)‏ هو مؤرخ فرنسي، ولد في 1947 في باريس في فرنسا.